# 楚德湖战役
楚德湖战役（德語：Schlacht auf dem Peipussee, romanized: bitva na Chudskom ozere）又称冰湖战役（romanized: Ledovoye poboish'ye），是诺夫哥罗德共和国与条顿骑士团利沃尼亚支系在1242年4月5日于楚德湖上爆发的战役。
这场战役中北方十字军惨败，北方十字军的作战目标不是南方圣地的穆斯林，而是波罗的海沿岸的异教徒和东边的东正教徒。这次战败也结束了十字军下个世纪征服东正教的诺夫哥罗德共和国和俄罗斯其他地区的计划。

## 背景
1221年，教皇和诺理三世收到乌普萨拉大主教关于芬兰-诺夫哥罗德战争令人担忧的消息，教皇再一次对局势表示担心并授权芬兰主教对威胁芬兰基督教的“野蛮人”实施贸易禁运。但当时并没有阐明“野蛮人”的国籍，有可能教皇自己也不知道；然而贸易禁运在八年后扩大范围，且时任教皇格列高利九世明确指出禁运针对俄罗斯人。
根据1229 年的教皇信件，芬兰主教曾要求教皇至少在维斯比、里加和吕贝克对波罗的海的诺夫哥罗德人实施贸易禁运，几年后，教皇还要求利沃尼亚骑士团的前身宝剑骑士团出兵保护芬兰，即便骑士团是否真正到达芬兰仍然是个未知数。
当地的传教士和十字军试图与诺夫哥罗德共和国建立和平关系，但位于爱沙尼亚的利沃尼亚传教士和十字军的行动引起了双方冲突，诺夫哥罗德也征服、袭击并改变爱沙尼亚人的宗教，爱沙尼亚人有时还试图与俄罗斯人结盟对抗十字军。1240年，条顿骑士团、爱沙尼亚德意志人、爱沙尼亚的丹麦封臣和流亡的普斯科夫王子雅罗斯拉夫·弗拉基米罗维奇（Prince of Pskov Yaroslav Vladimirovich）组成联军，袭击了普斯科夫和诺夫哥罗德的附庸沃蒂亚（Votia）并触发了诺夫哥罗德的反击。
在蒙古和瑞典相继入侵俄罗斯后，条顿骑士团希望利用俄罗斯人的疲软，在1240年秋进攻临近的诺夫哥罗德，相继占领普斯科夫、伊兹博斯克和科波列。在他们逼近诺夫哥罗德城时，当地市民召回20岁的亲王亚历山大·涅夫斯基，此前他们曾经将他驱逐到佩列斯拉夫尔-扎列斯基。在1241年战役中，亚历山大试图从十字军手中重夺普斯科夫和科波列。

## 战役
1242年春，条顿骑士团在多尔帕特要塞（塔尔图）以南约20公里处击败了诺夫哥罗德分遣队。随后在1242年4月5日，由采邑主教率领的十字军骑士和当地的乌高尼亚人辅助部队在连接楚德湖南北两部分的水道上遭遇了亚历山大的部队。亚历山大准备在自己选择的地方战斗，他让自己的军队撤退，努力将这些常常自信满满的十字军引到冰湖上。 
十字军可能兵力达12000人。其中大多数是在楚德（爱沙尼亚）征召的。相比之下，俄军的兵力大约15000人：其中包括亚历山大与他的兄弟安德烈·雅罗斯拉维奇的亲兵（大约有1000人），除此以外就是诺夫哥罗德的民兵了。
根据当时的俄罗斯编年史记载，在几个小时的白刃战过后，亚历山大命令左右两翼的弓手参战。骑士们接连不断地战斗，在光滑的冰面上艰难地行进，被折磨得筋疲力竭。十字军在冰面上变得更加混乱，开始撤退，新近出现的俄罗斯骑兵让他们为了保全生命而逃跑。在骑士们试图在湖的最远端恢复秩序时，处在他们的重甲下的薄冰开始崩塌，很多骑士落入水中。

## 伤亡
《诺夫哥罗德第一编年史》写到，
王公亚历山大和诺夫哥罗德的所有部队在湖附近、在乌兹曼、在渡鸦石附近整队；日耳曼人和爱沙尼亚人衝向他们，就像插在他们身上的楔子一样驱赶他们。日耳曼人和爱沙尼亚人伤亡也很大……双方在一方追击另一方时，于距楚德湖西北岸7俄里的地方展开交战。无数的爱沙尼亚人和2400名日耳曼人落入水中，他们用他们的双手俘获了50人，并且将这些人带到诺夫哥罗德那里

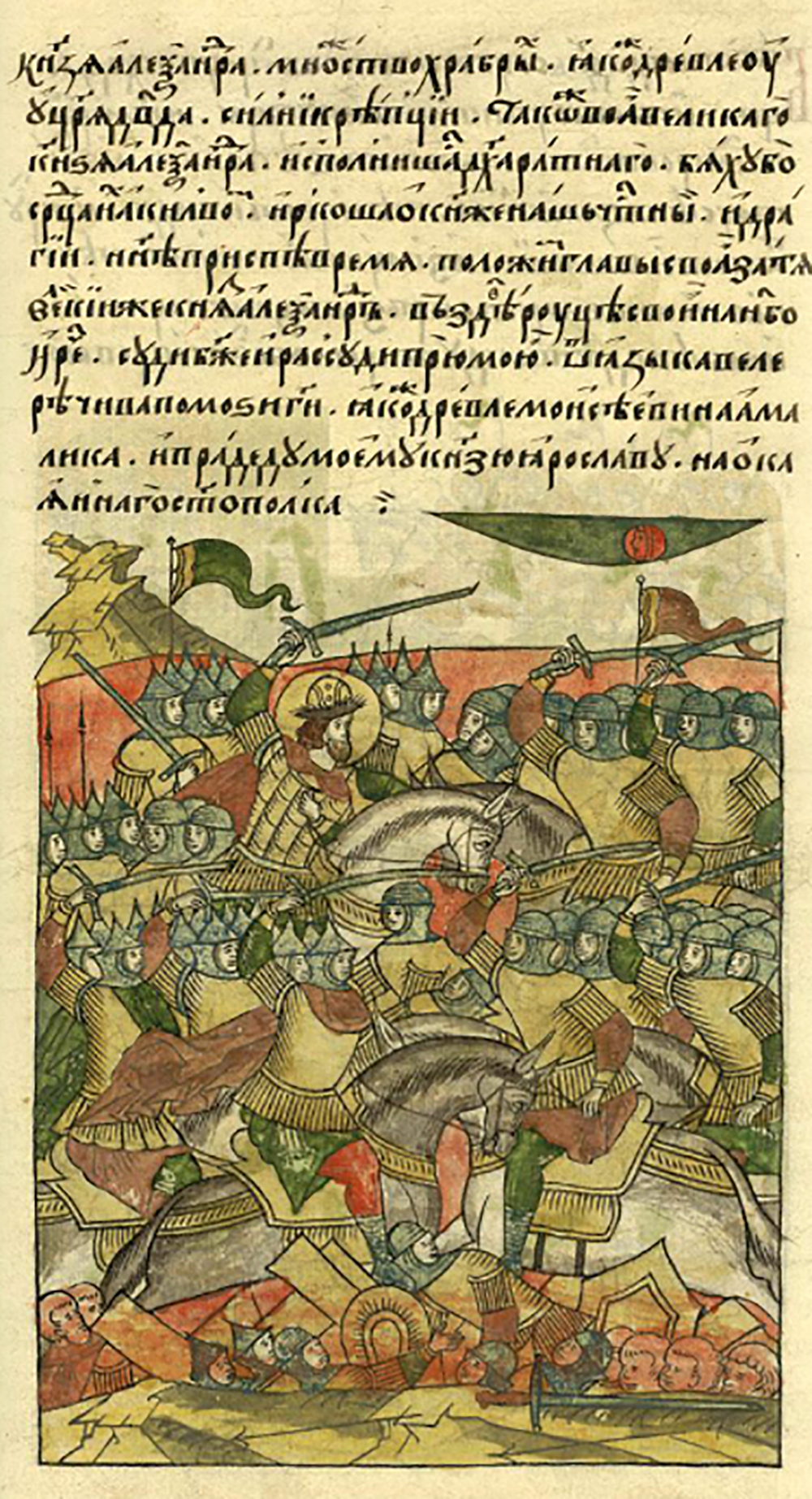
装饰手抄本《亚历山大·涅夫斯基传》对这场战争的描绘

利沃尼亚骑士团在几年后编写的《利沃尼亚押韵编年史》写到
（俄罗斯人）拥有很多弓手，战役以对国王兵员（丹麦人）的无畏攻击开始。弟兄（指骑士团）的旗帜随后在弓手的中间飘扬，宝剑听起来是将头盔斩碎。双方的很多人在草地上战死。随后骑士团的军队被完全包围，因为俄军兵力太多，达德意志骑士的60倍。弟兄们英勇杀敌，但他们还是战死了。一些从多尔帕特来的人逃离战场，他们逃走是为了躲避灾难。20位弟兄战死而6位弟兄被俘。

## 影响

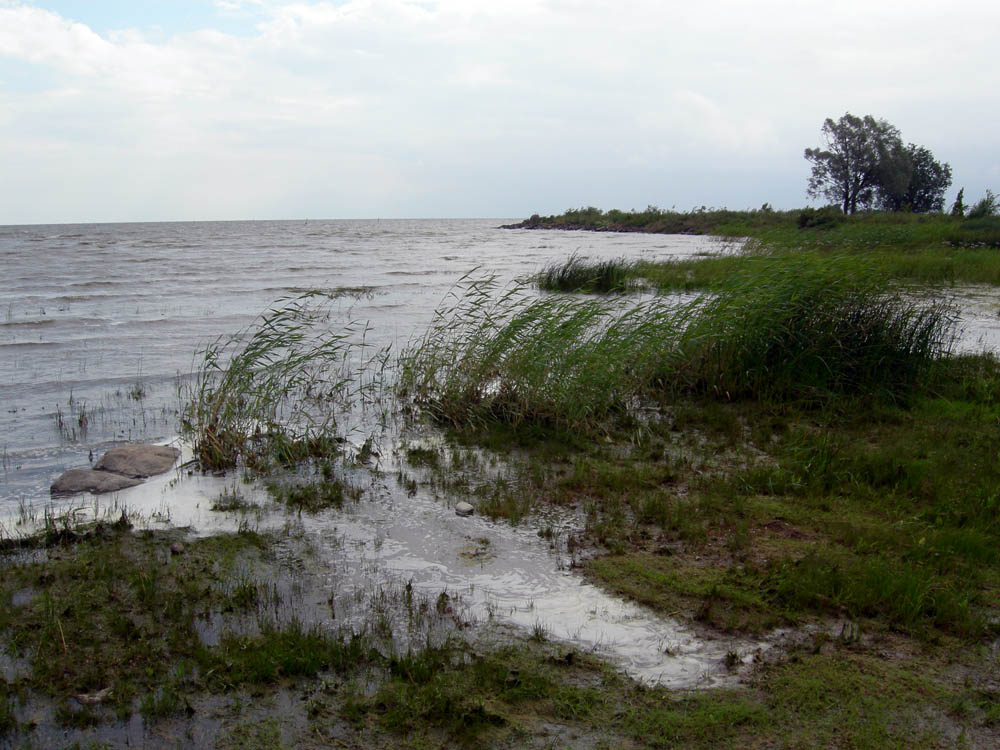
从爱沙尼亚岸边看楚德湖

冰湖战役被视为极为重要的战役，尤其对俄罗斯史学家更是如此。十字军的失败让他们不能重新攻占普斯科夫，这可是他们东路十字军的关键。诺夫哥罗德成功保卫了东正教，德意志十字军未能再对东方构成威胁。亚历山大在1574年被俄罗斯东正教会升格为圣人。  
1983年，历史学家约翰·I·L·芬奈尔编写了一本具有争议的书籍，宣称楚德湖战役不像之前描绘的那么大、那么重要。芬奈尔宣那时条顿骑士团大多数成员在波罗的海沿岸各地，前面提到的利沃尼亚押韵编年史称只有20名骑士被杀，芬奈尔争论到“（利沃尼亚押韵编年史）几乎没有写到任何重大冲突，即便我们考虑到这部骑士团的编年史将骑士团的伤亡最小化了。”
芬奈尔的意见遭到俄罗斯本土历史学家的严厉批判。表态说芬奈尔将这场战役的情景扭曲了，说他无视众多的历史事实和文献。他对过去战役的想象遭到俄罗斯民族主义者的攻击，因为这跟那些怀疑俄罗斯及后来的苏联历史的西方历史学家的想法一致。
芬奈尔也注意到亚历山大·涅夫斯基（以及他父亲）被迫与蒙古人（在俄罗斯被称为鞑靼人）合作的政策，这个政策被作者称为“停留或合作”，减轻了涅夫斯基在涅瓦河与楚德湖的胜利的意义。芬奈尔認为，涅夫斯基与强大的蒙古人合作带来的消极影响要比他成功保卫俄罗斯西北边塞的成就大多了。这样具有争议性的观点也遭到传统意识形态下俄罗斯媒体的普遍批评，说他们把目光更集中于非俄罗斯历史学家将所谓的“西方历史”理论用在了俄罗斯历史研究领域上了。

## 大众文化
这次战役得到了谢尔盖·爱森斯坦的古装剧情片《亚历山大·涅夫斯基》的美化。这部电影受到政治宣传寓言的影响，将以宗教为目的的条顿骑士团比作纳粹德国，让公众对这次战役的印象经常与真实情况不符。谢尔盖·普罗科菲耶夫将他对这部电影的配乐改编为同名的清唱剧，其中最长的乐章是《冰上的战斗》。
第二次世界大战时，亚历山大·涅夫斯基成为了俄罗斯反抗纳粹侵略的象征。目前俄罗斯仍然受发亚历山大·涅夫斯基勋章，授予那些勇气非凡，对国家有杰出贡献人。
重金属乐队咏叹调乐队创作过《俄罗斯勇士歌》，放入他们的《沥青英雄（Hero of Asphalt）》专辑中。这首歌提及了乐队成员对这次战役的看法。
在2009年俄加日三国联合创作的关于二战的动画《第一小队》中，楚德湖战役成为了至关重要的故事情节。

## 进阶阅读
- Military Heritage did a feature on the Battle of Lake Peipus and the holy Knights Templar and the monastic knighthood Hospitallers  (Terry Gore, Military Heritage, August 2005, Volume 7, No. 1, pp. 28 to 33)), ISSN 1524-8666.
- Basil Dmytryshyn, Medieval Russia 900–1700. New York: Holt, Rinehart and Winston, 1973.
- John France, Western Warfare in the Age of the Crusades 1000–1300. Ithaca, NY: Cornell University Press, 1999.
- David Nicolle, Lake Peipus 1242. London: Osprey Publishing, 1996.
- Terrence Wise, The Knights of Christ. London: Osprey Publishing, 1984.
- Kaldalu, Meelis; Toots, Timo, Looking for the Border Island. Tartu: Damtan Publishing, 2005. Contemporary journalistic narrative about Estonian youth attempting to unveil the secret of the Ice Battle. Accessible at https://web.archive.org/web/20110720125048/http://www.isamaa.ee/zona (password: ma_armastan_sind)